# Столичный музей
Столичный музей (кит. 首都博物馆) — художественный музей в городе Пекине. В музее хранится более 200 тысяч экспонатов, многие из которых были найдены в Пекине в ходе археологических раскопок.
Среди выставляемых произведений искусства имеются изделия из бронзы, нефрита и фарфора, буддийские статуи, образцы старинной живописи и каллиграфии, предметы быта и одежда жителей старого Пекина.